# Lymphocyte NK
Ne doit pas être confondu avec Lymphocyte NKT ou Lymphocyte T cytotoxique.
Pour les articles homonymes, voir NK.
 (janvier 2021).

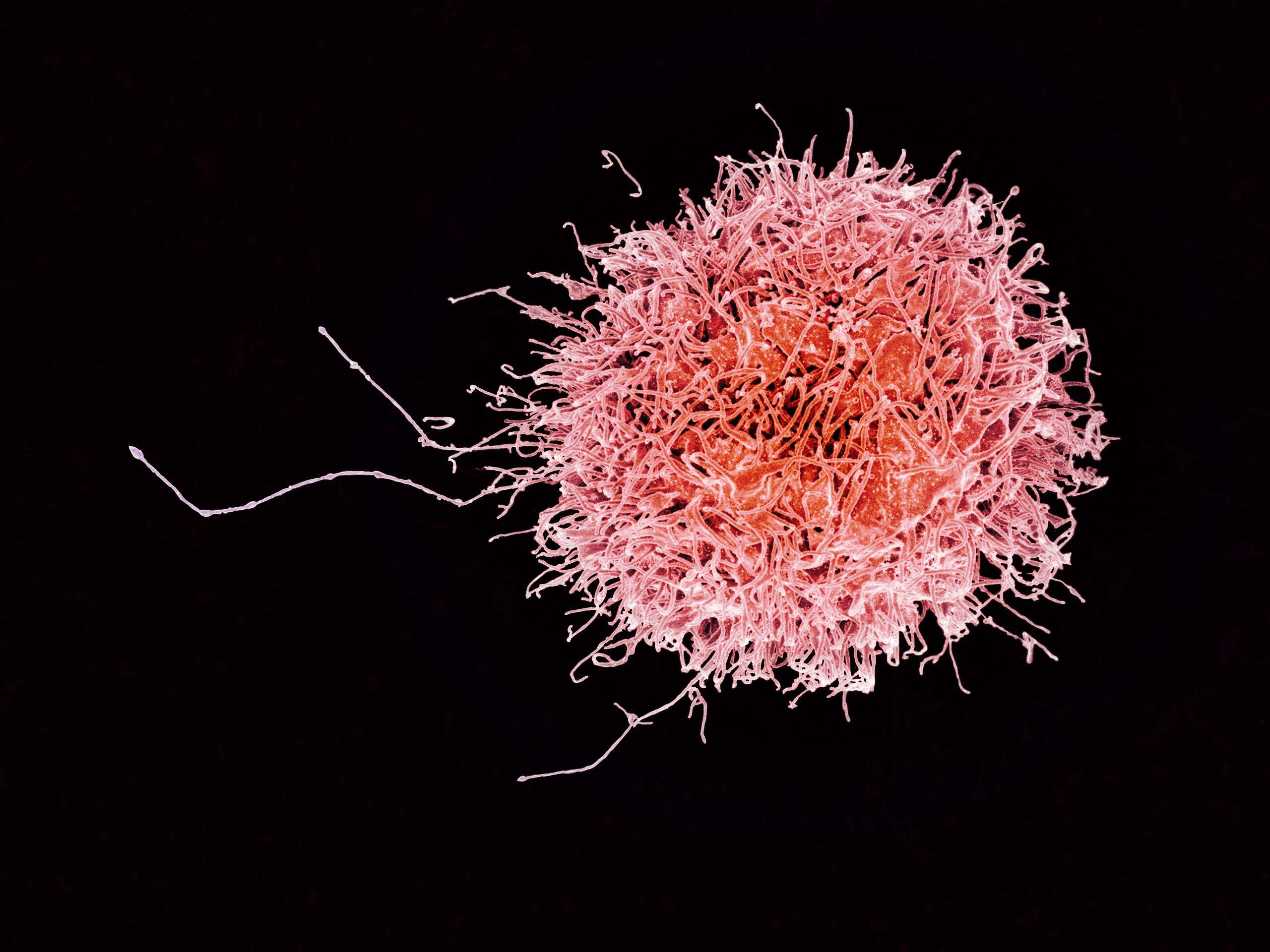
Lymphocyte NK humain

Les cellules tueuses naturelles, ou lymphocytes  NK, pour Natural Killer, sont des cellules du système immunitaire inné qui ne nécessitent pas une coopération par présentation d’antigène,comme dans l'immunité adaptative, pour exercer une action cytotoxique. Elles possèdent des récepteurs activations (killer Ig‐like receptors (KIR)) qui reconnaissent directement les motifs pathogènes virales ou bactériens. Une de leur caractéristique structurelle fondamentale est l'absence de récepteurs CD3.
En matière de cytotoxicité, la différence fondamentale entre les lymphocytes T cytotoxiques  et les lymphocytes NK est que la cellule T CD8+ nécessite une activation par le T CD4+ auxiliaire pour exprimer sa cytotoxicité entraînant une synthèse de récepteurs spécifiques d'une espèce microbienne par recombinaison somatique. Comme leur nom l'indique, les cellules NK sont constitutivement cytotoxiques et, contrairement aux cellules T cytotoxiques, ne nécessitent pas d'exposition préalable  à l'antigène pour médier leurs effets anti-tumoraux,.
Les cellules NK utilisent des récepteurs inhibiteurs (récepteur tueur d'immunoglobuline et Ly49) pour se développer, mûrir et reconnaître le « soi » du « non-soi ».
Les cellules tueuses naturelles éliminent les cellules dont la fonction est altérée, comme les cellules tumorales ou les cellules infectées par un virus. Par exemple, les cellules tueuses naturelles peuvent reconnaître les cellules n'exprimant plus le CMH de classe I. Cette situation est observée durant une infection virale, certains virus pouvant induire la diminution du CMH de classe I pour éviter la reconnaissance par d'autres cellules immunitaires comme les lymphocytes T CD8.
Les cellules NK représentent environ 5 à 16 % des lymphocytes humains
Ce sont des cellules provenant de la lignée lymphocytaire proche des cellules des lymphocytes T, mais ne possédant pas de récepteur membranaire aux antigènes comme les lymphocytes. Ce sont de grands lymphocytes granuleux (par opposition aux « petits lymphocytes »), non T (CD3-) non B (CD19-), caractérisés chez l'humain par les marqueurs CD56, CD16 et NK.
Les récepteurs du lymphocyte NK sont synthétisés au cours du développement et de la maturation de la cellule puis ceux-ci ne subiront plus de changement.
Les cellules NK peuvent être classées comme CD56bright ou CD56dim. CD56bright constituent la majorité des cellules NK et se caractérisent par leur destruction préférentielle des cellules hautement prolifératives. Ainsi ils pourrait avoir un rôle immunorégulateur.

## Découverte
Découvertes dans les années 1960, ces cellules tirent leur nom du fait qu'elles n'ont pas besoin de l'activation d'un lymphocyte CD4+ pour avoir une action cytotoxique,.
L'existence de lymphocytes cytotoxiques naturels ou lymphocytes NK  (sigle de l'anglais Natural Killer, signifiant « tueur naturel ») aussi appelés cellules tueuses naturelles ayant des propriétés anti-tumorales intrinsèques et innées a été découverte lors d'expérience avec des lymphocytes T.
L'activité des cellules NK a d'abord été observée dans les cellules mononucléaires du sang  périphérique humain,; cependant, ces gros lymphocytes granuleux résident dans plusieurs tissus lymphoïdes et non lymphoïdes, notamment la moelle osseuse, les ganglions lymphatiques, la peau, l'intestin, les amygdales, le foie et les poumons.
Les lymphocytes NK ont été découverts dans les années 1960, et, en 10 ans, les chercheurs ont commencé à explorer une population de lymphocytes innés auparavant inconnue, et désignées aujourd'hui sous le nom de cellules tueuses naturelles (NK),,,.

## Développement et maturation fonctionnelle des cellules NK

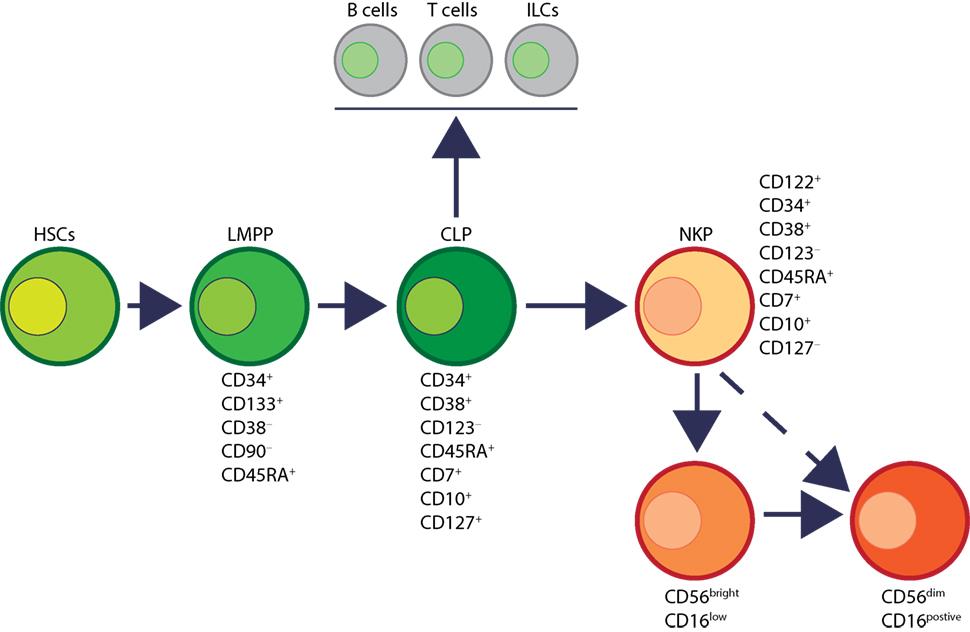
Origine des cellules tueuses naturelles humaines.

On pensait initialement que les cellules NK se développaient exclusivement dans la moelle osseuse. Cependant, des preuves récentes chez l'homme et la souris suggèrent qu'elles peuvent également se développer et mûrir dans les tissus lymphoïdes secondaires y compris les amygdales, la rate et les ganglions lymphatiques. Les progéniteurs cellulaires et les populations intermédiaires qui donnent naissance aux cellules NK sont définis par l'expression différentielle de marqueurs de surface spécifiques à la lignée. Les cellules tueuses naturelles représentent 5 à 20% des lymphocytes circulants chez l'homme.Chez l'homme, des sous-ensembles de cellules NK expriment le récepteur Fc activateur, CD16 et la plupart expriment CD56 [molécule d'adhésion des cellules neurales (NCAM) ou Leu-19],.

### Différentes étapes
Les cellules souches hématopoïétiques multipotentes donnent naissance à tous les leucocytes et globules rouges dont une branche constitue le progéniteur lymphoïde commun. Les progéniteurs lymphoïdes communs donnent naissance à des cellules lymphoïdes innées Pro-B, Pre-T, et des lignées Pre-NKP. Des travaux récents ont permis de délimiter un total de six étapes du développement des cellules NK humaines en fonction de leur développement à la fois moelle osseuse et ganglion lymphatique, :
- stade 2a : les cellules CD3ε- CD7+ CD127+ marquent le stade le plus précoce des pré-NK ;
- stade 2b : il est défini par l'expression de l'IL-1R, un récepteur de l'IL-1β ;
- stade 3 : l'expression des récepteurs d'activation, y compris NKG2D (CD314, lectine de type C, KLRK1), CD335 (récepteur de cytotoxicité naturelle, NCR1, NKp46) et CD337 marque la transition des cellules NK du stade 2b au stade 3.
- stade 4 : il est subdivisé en deux parties en fonction de l'expression du récepteur activateur NKP80[23],[24]. La principale distinction des cellules NK au stade 4a est qu'elles expriment des quantités abondantes de CD56 (CD56 bright). Ces cellules NK sont NKP80 - et expriment les niveaux maximaux de NKG2D, CD335, CD337, inhibiteur NKG2A et CD161. Au stade 4b, les cellules NK humaines deviennent positives pour NKP80 et conservent leur statut CD56 bright.

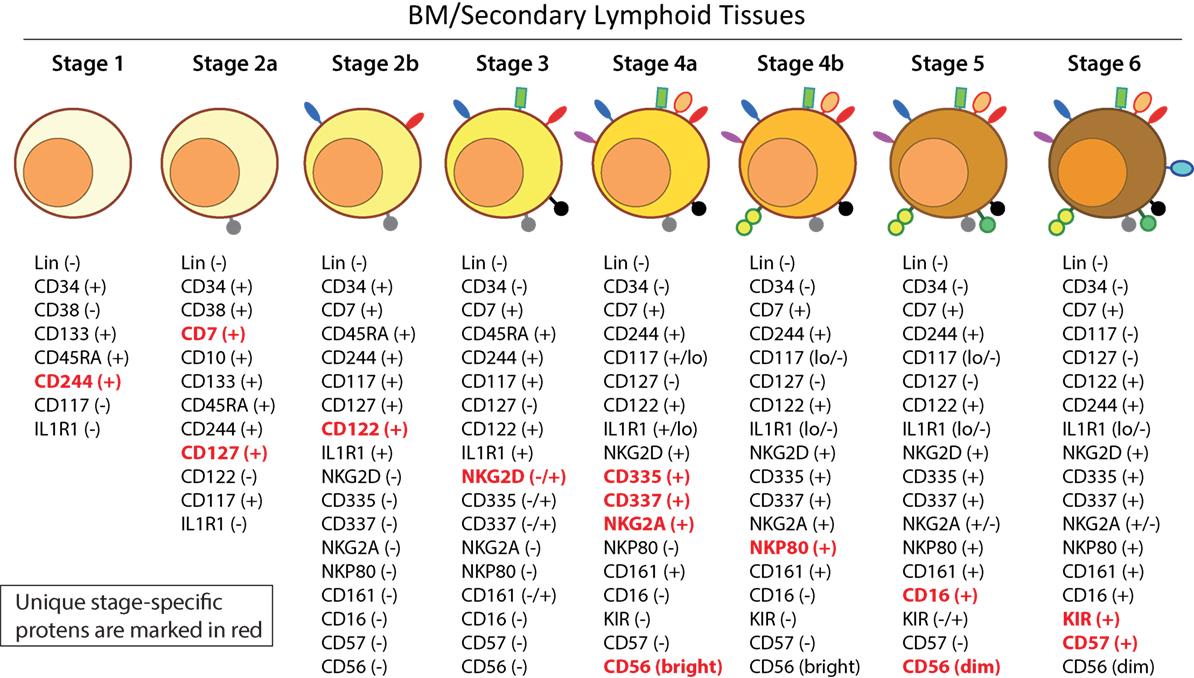
Schéma de développement de cellules tueuses naturelles humaines dans la moelle osseuse et les ganglions lymphatiques.

On distingue deux types de cellules NK chez l'être humain, regroupées selon la densité des marqueurs membranaires CD56 et CD16 :
- La régulation négative de l'expression de CD56bright pour devenir CD56dim dans la plupart des cas et l'expression du membre de la superfamille CD16 d'immunoglobulines (FcγRIII) dans un sous-ensemble de cellules NK définissent le stade 5. La plupart des cellules NK humaines dans le sang périphérique sont CD56dim. Les niveaux d'expression de CD56 fournissent une classification fonctionnelle des cellules NK humaines. La plupart des cellules NK humaines dans le sang périphérique sont CD56dim. Les cellules CD56bright NK sont considérées comme moins matures et résident principalement dans les tissus lymphoïdes secondaires tandis que le sous-ensemble CD56dim représente la majorité des cellules NK en circulation.

La plupart des cellules population immature de NK se transforment en une population CD56bright mineure (~5 %) qui se transforme en population CD56dim majeure (> 90 %). La régulation négative du CD56 pendant la maturation des cellules NK humaines est fortement associée à l'acquisition d'une cytotoxicité anti-tumorale car les cellules N56 CD56bright sont de puissants producteurs de cytokines inflammatoires, tandis que la fonction cytolytique des cellules NK humaines réside principalement dans la population CD56 dim,,.

### Rôle des cytokines dans le développement des cellules NK
Les cytokines sont des médiateurs inflammatoires essentiels qui contrôlent de multiples aspects de la biologie des cellules NK. Les cellules NK expriment les récepteurs des cytokines au début de leur développement et nécessitent une signalisation à travers la chaîne gamma commune (γc) pour leur développement, leur homéostasie et leur fonction. La chaîne γc (CD132) est une glycoprotéine transmembranaire qui sert de sous-unité de signalisation pour IL-2, IL-4, IL-7, IL-9, IL-15 et IL-21. Bien que ces cytokines présentent une certaine redondance fonctionnelle, leurs fonctions spécifiques aux cellules au cours d'une réponse immunitaire sont déterminées par l'expression de récepteurs distincts,

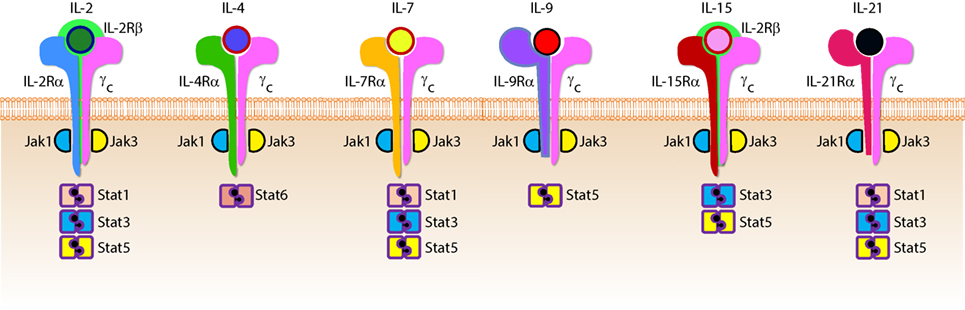
Rôle des récepteurs gamma dans le développement des cellules tueuses naturelles (NK)

L'interleukine-2 et l'IL-15 sont des membres fonctionnellement apparentés de la famille γc des cytokines en ce qui concerne leurs interactions avec les récepteurs. L'IL-2Rα (CD25) est exprimée sur les cellules NK activées et augmente considérablement leur affinité pour l'IL-2 qui stimule leur prolifération et la production de molécules lytiques telles que la perforine et le granzyme B. Étant donné que les cellules NK se trouvent près des zones de cellules T dans les tissus lymphoïdes secondaires, l'IL-2 dérivée des cellules T peut faciliter un échange efficace vital entre les lymphocytes innés et adaptatifs pendant une infection.
l'IL-15 est unique à cet égard. L'IL-15 interagit avec les cellules T Pour que cela se produise, l'IL-15 soluble se lie à l'IL-15Rα sur la surface des cellules qui présentent ce complexe aux cellules NK exprimant les hétérodimères IL2-Rβ / γc. L'IL-15 peut être présentée par les cellules dendritiques et les macrophages ainsi que par les cellules non hématopoïétiques, y compris les cellules stromales et les cellules épithéliales. IL-21 synergise avec IL-2 pour augmenter l'expression de NKG2A, CD25, CD86, CD69, Perforin et Granzyme B et ainsi augmenter la cytotoxicité. Ces cytokines qui utilisent les récepteurs à base de γc sont le lien obligatoire entre les cellules NK et les cellules qui les produisent. Par exemple, les cellules T auxiliaires qui produisent de l'IL-21 peuvent réguler les niveaux d'expression des récepteurs d'activation ou du contenu cytolytique dans les cellules NK. De même, les CD qui produisent IL-15 jouent un rôle essentiel dans la prolifération et l'amorçage des cellules NK

### Rôle des récepteurs d'activation codés par la lignée germinale
La forte cytotoxicité anti-tumorale est le résultat de sécrétion de quantité importante de cytokines pro-inflammatoires. La cellule NK possède multiples récepteurs d'activation des cellules NK codés par la lignée germinale tels que NKG2D, NCR1, NCR2, NCR3, NKG2C, CD244, Ly49D et Ly49H. L'expression de plus d'un récepteurs d'activation qui reconnaissent les ligands du non soi ou pathogènes confère aux cellules NK des capacités innées de médiation des fonctions effectrices. En raison de l'expression de multiples récepteurs d'activation, les cellules NK doivent suivre un programme de développement distinct pour éviter une mauvaise reconnaissance de «soi» conduisant à des réponses auto-immunes. La nature variée des récepteurs d'activation et l'absence de domaines de signalisation dans leurs parties cytoplasmiques nécessitent l'association et le recrutement de co récepteurs pour la transduction du signal. Les molécules coréceptrices qui propagent la signalisation des récepteurs NK comprennent FcεRIγ, CD3ζ et le DAP12 qui signalent via des motifs d'activation à base de tyrosine (ITAM) contenus dans leurs domaines cytoplasmiques. Les récepteurs d'activation qui utilisent ces corécepteurs incluent CD16, NCR1, Ly49D, Ly49H et NKG2D,,,. Cependant, Ly49H et NKG2D peuvent également signaler via le motif YINM présent dans le corécepteur, DAP10,, L'activation des cellules NK à travers ces corécepteurs se produit en interagissant avec des ligands cellulaires et étrangers distincts présents sur les cellules malades et forme la base de la réponse immunitaire médiée par les cellules NK dans de multiples contextes.

## Fonctions des cellules NK
Les cellules tueuses naturelles médient leurs effets grâce à deux fonctions effectrices essentielles. Premièrement, les cellules NK sont des lymphocytes cytotoxiques qui peuvent directement lyser des cellules qui ont subi une transformation maligne ou qui ont été infectées par un virus ou un autre pathogène intracellulaire. La fonction cytolytique des cellules NK peut s'initier à travers une variété de processus, y compris la dégranulation et la stimulation des récepteurs de la mort, et est essentielle pour l'élimination des cellules malades et dysfonctionnelles,. Deuxièmement, les cellules NK peuvent produire une variété de cytokines inflammatoires en réponse à la stimulation des récepteurs et l'activation induite par les cytokines inflammatoires,. Ces fonctions effectrices des cellules NK sont des composantes essentielles de la réponse immunitaire et sont les principaux mécanismes par lesquels les cellules NK assurent l'immunité .

### Cytotoxicité

#### Rôles cytotoxiques par activation des récepteurs NK
Il existe sur la membrane cellulaire des NK des récepteurs activateurs (portant des séquences « ITAM ») : immunoreceptor tyrosine-based activation motif) ou inhibiteurs (portant des séquences « ITIM » : immunoreceptor tyrosine-based inhibition motif). Lorsqu'un NK rencontre une autre cellule, la lyse de cette cellule ne se produira que si les signaux d'activation surpassent les signaux d'inhibition. Le principal signal inhibiteur est produit par les récepteurs KIR (acronyme de l'anglais « killer cell Ig-like receptor »), portés par le NK, qui reconnaissent les molécules du CMH de classe I. L'activation d'un seul type de récepteur KIR suffit à empêcher l'activation du NK alors qu'il faut toujours plusieurs signaux activateurs différents pour provoquer la dégranulation du NK et la mort de la cellule non reconnue. Les signaux d'activation sont variés, et comportent notamment des protéines produites par des cellules stressées, par exemple lors d'une infection. Ce système d'équilibre dynamique activation / inhibition permet en pratique aux cellules NK de lyser toutes cellules dépourvues des molécules du CMH de classe I (dont théoriquement tous parasites extracellulaires) ou cellules infectées par des virus ou des bactéries tout en épargnant les cellules saines. La lyse des cellules cibles se fait principalement par les voies perforine / granzyme et l'interféron gamma.

#### Cytotoxicité cellulaire dépendante des anticorps
L'ADCC ou antibody-dependent cell-mediated cytotoxicity, est permise par l'expression du marqueur CD16 à la surface des cellules NK. Le CD16, nommé aussi FcγRIII, est un récepteur de fragment constant d'immunoglobulines telles que l'IgG1 et l'IgG3. Il semblerait que les cellules CD56bright, qui expriment peu de CD16, soient moins efficaces dans les mécanismes d'ADCC que les cellules CD56dim.
Une autre voie par laquelle les cellules NK reconnaissent les cellules cibles potentielles dépend du fait que des cellules tumorales et des cellules infectées par certains virus exposent des antigènes contre lesquels le système immunitaire a développé une réponse anticorps, de telle façon que des anticorps antitumoraux ou antiviraux soient liés à leur surface. Étant donné que les cellules NK expriment le CD16, qui est un récepteur membranaire pour l'extrémité carboxy-terminale de la molécule d'IgG, appelée Fc (cf. anticorps), elles peuvent fixer à ces anticorps et, par la suite, lyser les cellules ainsi marquées. Ceci est un exemple d'un processus connu sous le nom de cytotoxicité cellulaire dépendante des anticorps (ADCC, antibody-dependent cell-mediated cytotoxicity).

### Sécrétion de cytokines
Les cellules tueuses naturelles sont de puissants producteurs de cytokines pro-inflammatoires et immunosuppressives. Cependant, la libération de cytokines inflammatoires est distincte de la sécrétion de granules cytotoxiques et les cellules NK utilisent des voies de signalisation induits par activation pour réguler ces deux fonctions. Bien que les cellules NK puissent produire une large gamme de cytokines en fonction de l'environnement inflammatoire , les cellules NK produisent principalement des cytokines de type produit par le Th1 lorsqu'elles répondent aux ligands tumoraux et aux agents pathogènes intracellulaires, Il s'agit notamment de l'IFN-γ, du TNF et du facteur de stimulation des colonies de granulocytes / monocytes (GM-CSF) qui facilitent l'activation des cellules T les cellules dendritiques, les macrophages et les neutrophiles,. Les cellules NK produisent également des cytokines chimiotactiques (chimiokines), notamment CCL3 (MIP-1α), CCl4 (MIP-1β), CCL5 (RANTES), XCL1 (lymphotoxine) et CXCL8 (IL-8) qui peuvent attirer les lymphocytes effecteurs et les cellules myéloïdes vers un site d'inflammation.

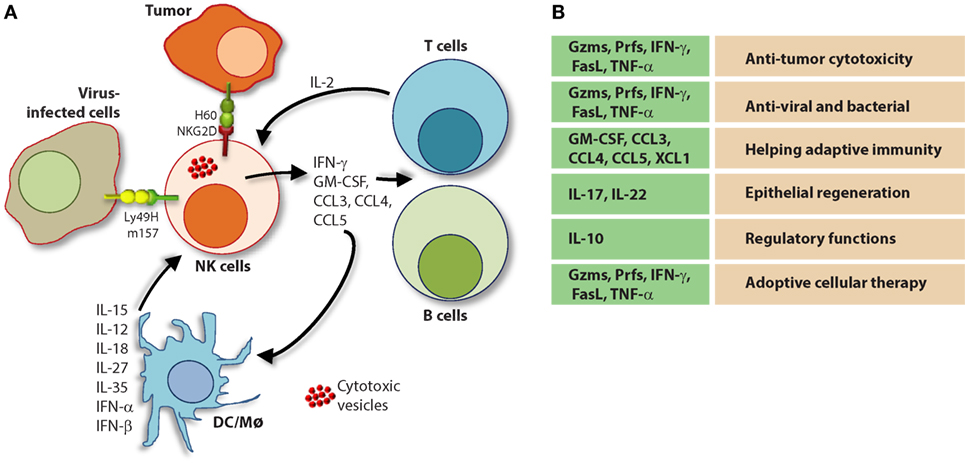
Rôle d'un «troisième signal» dans l'activation des cellules tueuses naturelles.

L'activation des voies de transcription des molécules cytolytiques et des cytokines inflammatoires est un processus hautement régulé médié par une variété de régulateurs dans les cellules NK. Beaucoup de ces facteurs de transcription, tels que le T-bet, définissent la lignée et s'activent tôt dans le développement des cellules NK. L'activation induite par les cytokines de facteurs de transcription, tels que les transducteurs de signal et les voies de transcription (STAT) 4 et 5, se produit en réponse à la signalisation IL-12 et IL-2 + IL-15, respectivement. Les récepteurs de la cellule NK lancent également des voies de transcription inflammatoire lors de l'activation. Ceux-ci comprennent l'hétérodimère c-Fos et c-Jun, AP-1, le facteur nucléaire kappa-amplificateur de chaîne légère des cellules B activées (NF-κB) et le facteur nucléaire des cellules T activées, qui se lient aux régions promotrices et favorisent la transcription du gène de la cytokine inflammatoire,
Les cellules NK sécréteraient également des protéines FasR afin d'induire la mort de cellules tumorales.

## Les cellules NK dans la santé et la maladie

### Cellules NK dans la maladie

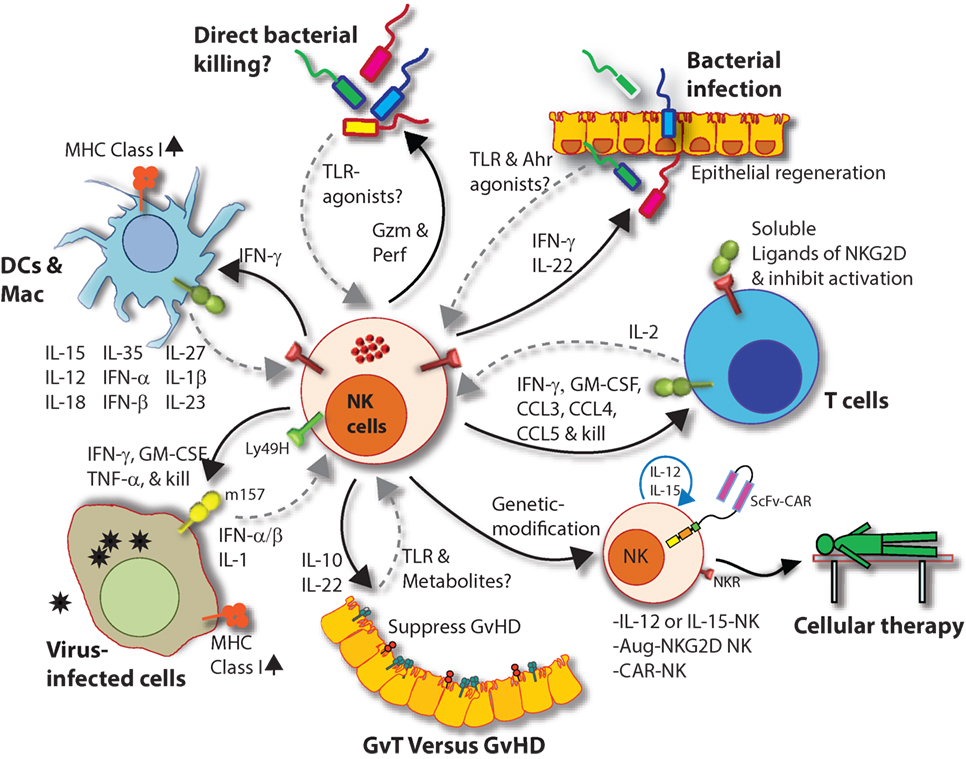
Rôle des cellules tueuses naturelles dans la santé et la maladie.

#### Rôle des cellules NK dans l'infection virale ou bactérienne
Il a été montré que les cellules NK pouvaient être activées par une interaction directe entre les peptides viraux (présents en surface du virus) et des récepteurs membranaires retrouvés sur la cellule NK. Pour exemple, le récepteur NKp46 avec l’hémagglutinine du virus influenza (virus de la grippe) ou l’hémagglutinine-neuramidase du virus Sendai. De la même manière, l’interaction du récepteur NKp44 avec la glycoprotéine E du DENV pourrait activer les cellules NK.
Bien avant les cellules T CD8, les cellules NK sont activées dans la réponse immune antivirale. Dans les quelques heures suivant l'infection virale, un pic de cytokines telles que l'IL-12 et les interférons de type I est retrouvé dans la sérologie. En effet, la présence d'interférons est spécifique d'une infection virale : ce sont des cytokines antivirales synthétisables par divers types cellulaires dans l'organisme. Les IFN I induisent l'activation de voies de signalisation permettant en amont la synthèse de protéines antivirales. De plus, les IFN I ont un rôle important dans l'activation des cellules NK (notamment en stimulant leur synthèse de protéines cytotoxiques) et leur prolifération.
Les cellules NK sont aussi activées par l’IL-12 et le TNF-α produits par les macrophages au début de nombreuses infections et qui induisent une production d'autres cytokines, majoritairement l’IFN-γ. Cette activation des cellules NK durant le début de l’infection virale permet de bloquer ou tout au moins de contenir l'infection, pendant qu'une réponse immune adaptative, plus spécifique au type de virus, se met en place.
Les cellules dendritiques sont aussi connues pour activer les cellules NK dans certains cas. Elles sécrètent l'IL-12, l'IL-18 et l'IFN-I qui activent les fonctions des cellules NK.
Une fois activée, la cellule NK agit en trois phases majeures que l'on peut découper de la manière qui suit :
1. la production de cytokines ;
2. le relargage de granules cytotoxiques (granzymes et perforines, essentiellement) ;
3. la lyse de la cellule cible.

#### Rôle des cellules NK dans la lymphohistiocytose hémophagocytaire
La biologie des cellules NK est d'un intérêt particulier dans la lymphohistiocytose hémophagocytaire primaire (pHLH pour les anglophones) car tous les défauts génétiques associés à ce trouble entraînent une diminution de la capacité cytotoxique des cellules NK et des lymphocytes T ; des tests de destruction des cellules NK sont utilisés cliniquement pour le diagnostic de HLH.
L'importance des altérations de la fonction des cellules NK semble liée à la pathogenèse de la lymphohistiocytose hémophagocytaire.

### Fonctions antitumorales

#### Traitement et cellule NK
Les lymphocytes NK CAR sont des lymphocytes NK génétiquement modifiés pour cibler des antigènes spécifiques situés à la surface des cellules cancéreuses. C'est un axe de recherche en immunothérapie. Cette approche semble présenter moins d'effets secondaires indésirables que le traitement par lymphocytes T CAR,,.

## Pathologies en rapport avec les cellules NK

### Déficits en lymphocytes NK
Certaines maladies comportent une diminution du nombre global de ces cellules. D'autres ont une déficience de leur fonction tout en conservant un nombre normal. Toutes entraînent un déficit immunitaire.
La mutation du gène MCM4 entraîne un syndrome dont l'un des éléments est un déficit en cellules NK. Celle des gènes GATA2 et RTEL1 comporte également une lymphopénie concernant ces cellules. D'autres mutations, par exemple concernant le CD16 ou l'IRF8 , sont responsables d'un déficit fonctionnel.
Une étude japonaise démontre que de brefs séjours en forêt permettent d'augmenter très sensiblement le nombre de lymphocytes NK.